# Six Nations Cup 2005
De Six Nations Cup 2005 is een dartstoernooi georganiseerd door de England Darts Organisation (EDO), uitgevoerd onder auspiciën van de British Darts Organisation (BDO). Het toernooi werd gehouden van 26 februari 2005 tot en met 27 februari 2005 in Renfrew, Schotland.

## Groepsfase
zaterdag 26 februari 2005
- Groep 1
  -  Engeland -  Wales 18-7
  -  Wales -  Noord-Ierland 19-6
  -  Noord-Ierland -  Engeland 7-18

- Groep 2
  -  Nederland -  Ierland 19-6
  -  Schotland -  Nederland 13-12
  -  Ierland -  Schotland 7-18

## Knock-out
zondag 27 februari 2005
- 5e / 6e plaats
  -  Noord-Ierland -  Ierland 13-11
- halve finale
  -  Nederland -  Engeland 10-13
  -  Schotland -  Wales 13-6
- finale
  -  Engeland -  Schotland 13-9